# Mistrzostwa Polski Seniorów w Lekkoatletyce 1946
22. Mistrzostwa Polski Seniorów w Lekkoatletyce – zawody sportowe, które rozgrywane były w Krakowie na Stadionie Miejskim w dniach 7–8 września 1946 roku.

## Rezultaty
| NR – rekord Polski \| SB – najlepszy wynik w sezonie \| PB – rekord życiowy |

### Mężczyźni
| Konkurencja:                  | 1. miejsce                                                                    | Rezultat   | 2. miejsce                                                                     | Rezultat  | 3. miejsce                                                                | Rezultat  |
| Bieg na 100 m                 | Józef Rutkowski AZS Poznań                                                    | 10,7 SB    | Roman Sienicki HKS Bydgoszcz                                                   | 11,0      | Leon Jaraczewski AZS Łódź                                                 | 11,0      |
| Bieg na 200 m                 | Józef Rutkowski AZS Poznań                                                    | 22,3 SB    | Roman Sienicki HKS Bydgoszcz                                                   | 23,1      | Leon Jaraczewski AZS Łódź                                                 | 23,7      |
| Bieg na 400 m                 | Włodzimierz Puzio Cracovia                                                    | 51,4       | Adam Piaskowy Cracovia                                                         | 51,4      | Kazimierz Drozdowski Pogoń Katowice                                       | 54,0      |
| Bieg na 800 m                 | Jan Staniszewski Syrena Warszawa                                              | 1:58,8     | Franciszek Rzeźniczek AKS Chorzów                                              | 2:03,1    | Mieczysław Nowak HKS Bydgoszcz                                            | 2:04,5    |
| Bieg na 1500 m                | Jan Staniszewski Syrena Warszawa                                              | 4:09,8 SB  | Tadeusz Świniarski Błękitni Stargard Szcz.                                     | 4:12,4    | Stefan Widerski Wisła Kraków                                              | 4:13,7    |
| Bieg na 5000 m                | Józef Jurzak ZZK Bielsko                                                      | 16:02,0    | Napoleon Dzwonkowski Zryw Włocławek                                            | 16:11,0   | Aleksander Urban Wisła Kraków                                             | 16:14,5   |
| Bieg na 10 000 m              | Alfons Płotkowiak Drukarz Poznań                                              | 34:13,0    | Jan Kielas Lechia Gdańsk                                                       | 34:14,0   | Czesław Kwaśniewski Odra Szczecin                                         | 34:16,2   |
| Bieg na 110 m przez płotki    | Mieczysław Haspel AZS Kraków                                                  | 16,1 SB    | Witold Maciaszczyk ŁKS Łódź                                                    | 17,1      | Andrzej Skawina AZS Kraków                                                | 17,4      |
| Bieg na 400 m przez płotki    | Włodzimierz Puzio Cracovia                                                    | 59,1 SB    | Witold Maciaszczyk ŁKS Łódź                                                    | 1:01,8    | Mieczysław Haspel AZS Kraków                                              | 1:03,8    |
| Bieg na 3000 m z przeszkodami | Władysław Kłoda Piast Cieszyn                                                 | 10:20,6 SB | Czesław Wasielewski Orzeł Włocławek                                            | 10:20,6   | Wiktor Kramek LLS Lublin                                                  | 10:26,1   |
| Sztafeta 4 × 100 m            | HKS Bydgoszcz Wiktor Dąbrowski Zygmunt Buhl Roman Sienicki Henryk Białkowski  | 45,5       | Cracovia Włodzimierz Puzio Adam Piaskowy Emil Dudziński Kazimierz Wawrzkiewicz | 45,6      | DKS Łódź Wacław Kuźmicki Jerzy Kuczyński Tadeusz Pawłowski Józef Lipowski | 46,4      |
| Sztafeta 4 × 400 m            | Cracovia Włodzimierz Puzio Adam Piaskowy Kazimierz Wawrzkiewicz Tadeusz Wideł | 3:35,4     | Lechia Gdańsk Jan Dąbrowski Włodzimierz Cłapiński Jan Wenta Augustyn Kubik     | 3:39,7    | Wisła Kraków Stefan Żołądź Adam Dotzauer Stefan Widerski Wiktor Cholewa   | 3:41,2    |
| Chód na 10 km                 | Janusz Korosadowicz Wisła Kraków                                              | 1:00:03,4  | Stanisław Niemczyk HKS Kraków                                                  | 1:03:23,6 | Jerzy Moroz Cracovia                                                      | 1:04:13,6 |
| Skok wzwyż                    | Tadeusz Nicolau Syrena Warszawa                                               | 1,75       | Andrzej Skawina AZS Kraków                                                     | 1,75      | Jerzy Kuczyński ŁKS Łódź                                                  | 1,70      |
| Skok o tyczce                 | Antoni Morończyk AZS Kraków                                                   | 3,80 SB    | Ryszard Groman PKS Motor Białystok                                             | 3,70      | Stanisław Borodziuk PKS Motor Białystok                                   | 3,60      |
| Skok w dal                    | Edward Adamczyk Odra Wrocław                                                  | 6,91       | Marian Hoffmann Victoria Częstochowa                                           | 6,88      | Tadeusz Pawłowski ŁKS Łódź                                                | 6,50      |
| Trójskok                      | Marian Hoffmann Victoria Częstochowa                                          | 13,62      | Jerzy Kuczyński ŁKS Łódź                                                       | 13,35     | Wacław Kuźmicki DKS Łódź                                                  | 13,27     |
| Pchnięcie kulą                | Witold Gerutto Syrena Warszawa                                                | 14,82      | Tadeusz Prywer ŁKS Łódź                                                        | 13,86     | Sławomir Zieleniewski Lechia Gdańsk                                       | 12,91     |
| Rzut dyskiem                  | Witold Gerutto Syrena Warszawa                                                | 41,00      | Wacław Kuźmicki DKS Łódź                                                       | 37,88     | Bohdan Smyłła Pogoń Katowice                                              | 37,27     |
| Rzut młotem                   | Alojzy Więckowski Brda Bydgoszcz                                              | 41,01      | Stefan Sobecki Pomorzanin Toruń                                                | 38,54     | Franciszek Deja Pogoń Katowice                                            | 35,46     |
| Rzut oszczepem                | Witold Gerutto Syrena Warszawa                                                | 55,98      | Franciszek Mikrut HKS Bydgoszcz                                                | 50,41     | Wilhelm Kornalewski Pomorzanin Toruń                                      | 47,77     |

### Kobiety
| Konkurencja:              | 1. miejsce                                                                  | Rezultat  | 2. miejsce                                                                | Rezultat | 3. miejsce                                                            | Rezultat |
| Bieg na 60 m              | Stanisława Walasiewicz Legia Warszawa                                       | 7,6       | Mieczysława Moder ŁKS Łódź                                                | 8,1      | Aniela Mitan Legia Kraków                                             | 8,2      |
| Bieg na 100 m             | Stanisława Walasiewicz Legia Warszawa                                       | 12,8      | Mieczysława Moder ŁKS Łódź                                                | 13,3     | Zofia Perczyk Sokół Kraków                                            | 13,4     |
| Bieg na 200 m             | Stanisława Walasiewicz Legia Warszawa                                       | 25,4 SB   | Mieczysława Moder ŁKS Łódź                                                | 26,9     | Jadwiga Słomczewska DKS Łódź                                          | 27,5     |
| Bieg na 800 m             | Wacława Mieszkowska Syrena Warszawa                                         | 2:37,9 SB | Halina Malska Wisła Kraków                                                | 2:40,0   | Wanda Wasielewska Huta Zgoda                                          | 2:43,7   |
| Bieg na 80 m przez płotki | Stanisława Walasiewicz Legia Warszawa                                       | 12,8      | Aniela Mitan Legia Kraków                                                 | 13,1     | Janina Peska ŁKS Łódź                                                 | 14,1     |
| Sztafeta 4 × 100 m        | AKS Chorzów Barbara Emerling Urszula Burzyk Magdalena Górecka Otylia Kałuża | 54,8      | Wisła Kraków Maria Stawecka Wanda Wolańska Maria Kowalówka Janina Legutko | 55,2     | ŁKS Łódź Janina Peska Halina Mąkowska Szularkiewicz Mieczysława Moder | 55,6     |
| Skok wzwyż                | Leokadia Wiśniewska Pomorzanin Toruń                                        | 1,40      | Maria Kwaśniewska AZS Warszawa                                            | 1,35     | Kotwica Legia Warszawa                                                | 1,35     |
| Skok w dal                | Stanisława Walasiewicz Legia Warszawa                                       | 5,42      | Mieczysława Moder ŁKS Łódź                                                | 4,89     | Aniela Mitan Legia Kraków                                             | 4,725    |
| Skok w dal z miejsca      | Stanisława Walasiewicz Legia Warszawa                                       | 2,43      | Jadwiga Wajs DKS Łódź                                                     | 2,26     | Mieczysława Moder ŁKS Łódź                                            | 2,26     |
| Pchnięcie kulą            | Wanda Jasieńska Warta Poznań                                                | 11,18     | Jadwiga Wajs DKS Łódź                                                     | 10,95    | Janina Ditkowska Wisła Kraków                                         | 10,89    |
| Rzut dyskiem              | Jadwiga Wajs DKS Łódź                                                       | 39,88     | Irena Dobrzańska Orzeł Warszawa                                           | 37,14    | Helena Stachowicz Legia Kraków                                        | 35,54    |
| Rzut oszczepem            | Maria Kwaśniewska AZS Warszawa                                              | 39,42 SB  | Helena Stachowicz Legia Kraków                                            | 34,63    | Irena Klimowska HKS Zakopane                                          | 30,35    |

## Biegi przełajowe
18. mistrzostwa Polski w biegach przełajowych rozegrano 28 kwietnia w Poznaniu. Kobiety rywalizowały na dystansie 1,5 kilometra, a mężczyźni na 6 km.

### Mężczyźni
| Konkurencja:           | 1. miejsce             | Rezultat | 2. miejsce                      | Rezultat | 3. miejsce                       | Rezultat |
| Bieg przełajowy (6 km) | Józef Kurpesa ŁKS Łódź | 20:52,4  | Stefan Wierkiewicz Warta Poznań | 21:23,6  | Roman Czajkowski Syrena Warszawa | 21:26,1  |

### Kobiety
| Konkurencja:             | 1. miejsce                    | Rezultat | 2. miejsce                | Rezultat | 3. miejsce                     | Rezultat |
| Bieg przełajowy (1,5 km) | Irena Białkowska Warta Poznań | 6:24,0   | Maria Mąka Brda Bydgoszcz | 6:25,0   | Helena Stachowicz Legia Kraków | 6:25,7   |

## Bieg maratoński
Pierwsze po wojnie mistrzostwa Polski w biegu maratońskim mężczyzn rozegrano 29 września w Łodzi.
| Konkurencja:    | 1. miejsce                           | Rezultat   | 2. miejsce                         | Rezultat | 3. miejsce               | Rezultat |
| Bieg maratoński | Stanisław Przybyłko Czytelnik Gdańsk | 3:11:34 SB | Zygmunt Ruszlewski Syrena Warszawa | 3:16:45  | Szczepan Soduła ŁKS Łódź | 3:17:43  |

## Sztafety 4×200metrów, 3×1000metrów, olimpijska i szwedzka
Rywalizacja mistrzowska w sztafecie 4 × 200 metrów (kobiet i mężczyzn), sztafecie 3 × 1000 metrów, szwedzkiej (400+300+200+100 metrów) i olimpijskiej (800+400+200+100 metrów) (mężczyzn) odbyła się 6 października w Poznaniu.

### Mężczyźni
| Konkurencja:               | 1. miejsce                                                                          | Rezultat | 2. miejsce      | Rezultat | 3. miejsce | Rezultat |
| Sztafeta 4 × 200 m         | Warta Poznań Edmund Palczewski Mieczysław Komasa Tadeusz Świniarski Bronisław Kusza | 1:39,4   | Warta II Poznań | 1:46,1   | KKS Poznań | 1:46,1   |
| Sztafeta 400+300+200+100 m | Warta Poznań Tadeusz Świniarski Mieczysław Komasa Bronisław Kusza Edmund Palczewski | 2:12,6   | KKS Poznań      | 2:18,7   |            |          |
| Sztafeta 800+400+200+100 m | Warta Poznań Tadeusz Świniarski Mieczysław Komasa Bronisław Kusza Edmund Palczewski | 3:52,6   | Warta II Poznań | 3:54,4   | KKS Poznań |          |
| Sztafeta 3 × 1000 m        | Warta Poznań Stefan Górski Jan Jakubowski Tadeusz Świniarski                        | 8:45,6   | Warta II Poznań | 9:09,2   | KKS Poznań | 9:09,6   |

### Kobiety
| Konkurencja:       | 1. miejsce                                                                  | Rezultat | 2. miejsce | Rezultat | 3. miejsce    | Rezultat |
| Sztafeta 4 × 200 m | AKS Chorzów Barbara Emerling Urszula Burzyk Magdalena Górecka Otylia Kałuża | 2:02,2   | KKS Poznań | 2:05,0   | KKS II Poznań | 2:13,4   |

## Wieloboje
Mistrzostwa w dziesięcioboju mężczyzn i pięcioboju kobiet zostały rozegrane 28 i 29 września w Łodzi, a w pięcioboju mężczyzn i trójboju kobiet 6 października w Poznaniu.

### Mężczyźni
| Konkurencja:  | 1. miejsce                   | Rezultat     | 2. miejsce               | Rezultat  | 3. miejsce                  | Rezultat  |
| Pięciobój     | Edward Adamczyk Odra Wrocław | 2835 pkt.    | Wacław Kuźmicki DKS Łódź | 2785 pkt. | Leon Jaraczewski AZS Łódź   | 2070 pkt. |
| Dziesięciobój | Edward Adamczyk Odra Wrocław | 5869 pkt. SB | Wacław Kuźmicki DKS Łódź | 5786 pkt. | Witold Maciaszczyk ŁKS Łódź | 4895 pkt. |

### Kobiety
| Konkurencja: | 1. miejsce                            | Rezultat    | 2. miejsce                     | Rezultat | 3. miejsce            | Rezultat |
| Trójbój      | Stanisława Walasiewicz Legia Warszawa | 170 pkt. SB | Maria Kwaśniewska AZS Warszawa | 157 pkt. | Janina Peska ŁKS Łódź | 116 pkt. |
| Pięciobój    | Stanisława Walasiewicz Legia Warszawa | 237 pkt. SB | Mieczysława Moder ŁKS Łódź     | 199 pkt. | Janina Peska ŁKS Łódź | 173 pkt. |